# Rumex pulcher subsp. pulcher
Rumex pulcher subsp. pulcher é uma subespécie de planta com flor pertencente à família Polygonaceae. 
A autoridade científica da subespécie é L., tendo sido publicada em Sp. Pl. 1: 336 (1753).

## Portugal
Trata-se de uma subespécie presente no território português, nomeadamente em Portugal Continental e no Arquipélago dos Açores.
Em termos de naturalidade é nativa de Portugal Continental e introduzida no Arquipélago dos Açores.

## Protecção
Não se encontra protegida por legislação portuguesa ou da Comunidade Europeia.